# Skaftá
El Skaftá es un río de Islandia que fluye el sur del país, en la región de Suðurland. Tiene una cuenca de 1400 kilómetros cuadrados y 115 kilómetros de longitud. 

## Recorrido
Nace en el Skaftárjökull y Tungnaárjökull dos lóbulos del glaciar Vatnajökull, se dirige al sur a través de las Tierras Altas hacia Brunasandur y desemboca en el Atlántico Norte.
Casi la totalidad de su curso pasa a través del Eldhraun, un flujo de lava emitida por el volcán Laki en 1783. En su recorrido se encuentra la cascada Systrafoss.
El río dio su nombre a Skaftárhreppur, el municipio que atraviesa, y a Skaftáreldar (es decir 'Fuegos de Skaftá') , el nombre local de la erupción del Laki en 1783.